# Sideroxylon tepicense
Sideroxylon tepicense är en tvåhjärtbladig växtart som först beskrevs av Paul Carpenter Standley, och fick sitt nu gällande namn av Terence Dale Pennington. Sideroxylon tepicense ingår i släktet Sideroxylon och familjen Sapotaceae. Inga underarter finns listade i Catalogue of Life.